# Județ

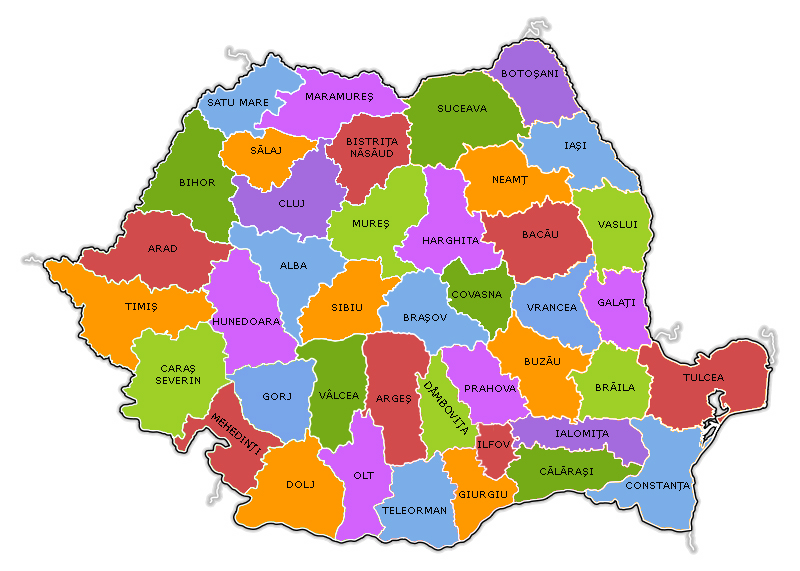
Rumäniens județi

Județ är en administrativ indelning motsvarande län som används i Rumänien och som även har använts under en tid i Moldavien (1998–2003). 
Namnet användes ursprungligen på bojarens kontor och härstammar ursprungligen från rumänskans jude (latin: judicis). Där han hade både administrativ och juridisk makt motsvarande ungefär domare och borgmästare.

## Rumänien
Rumänien är uppdelat i 41 județi (län), som vart och ett leds av en landshövding som utses av regeringen. Huvudstaden Bukarest tillhör inget län utan utgör en separat enhet med likvärdig administrativ status.
| - Alba - Arad - Argeș - Bacău - Bihor - Bistrița-Năsăud - Botoșani - Brașov - Brăila - Buzău - Caraș-Severin | - Călărași - Cluj - Constanța - Covasna - Dâmbovița - Dolj - Galați - Giurgiu - Gorj - Harghita | - Hunedoara - Ialomița - Iași - Ilfov - Maramureș - Mehedinți - Mureș - Neamț - Olt - Prahova | - Satu Mare - Sălaj - Sibiu - Suceava - Teleorman - Timiș - Tulcea - Vaslui - Vâlcea - Vrancea |

## Moldavien
Moldavien var mellan 1998 och 2003 uppdelat i (nio) tio județi (län). Huvudstaden Chișinău och regionen Gagauzien tillhörde inget län utan utgjorde separata enheter med likvärdig administrativ status. Transnistrien (Stânga Nistrului) förklarade sig 1990 självständigt från Moldavien.
| Județi    | Administrativt centrum | Befolkning (2003) | Area km2 |
| --------- | ---------------------- | ----------------- | -------- |
| Chișinău  | -                      | 506 300           | 4 152    |
| Bălți     | Bălți                  | 779 400           | 123      |
| Cahula    | Cahul                  | 179 209           | 2 400    |
| Chișinău  | Chișinău               | 382 400           | 3 398    |
| Edineț    | Edineț                 | 279 100           | 2 989    |
| Lăpușna   | Hîncești               | 276 300           | 3 455    |
| Orhei     | Orhei                  | 300 400           | 4 026    |
| Soroca    | Soroca                 | 274 600           | 4 564    |
| Taracliaa | Taraclia               | 45 600            | 674      |
| Tighina   | Căușeni                | 161 236           | 2 899    |
| Ungheni   | Ungheni                | 260 300           | 2 465    |
| Gagauzien | Comrat                 | 158 900           | 1 832    |

a Taraclia bröts ur Cahul 1999. Området sammanfaller med nuvarande Taraclia rajon.